# Венеційський карнавал
Венеційський карнава́л (італ. Carnevale di Venezia) — традиційний карнавал, який щорічно відбувається в італійському місті Венеції в тиждень перед великим постом і закінчується за 40 днів до Великодня в жирний вівторок. Це костюмоване свято з урочистою ходою, виступами і виставами акторів, невід'ємним атрибутом учасників якого є носіння масок і яскравих костюмів. Також лише підчас місяцю у якому відбувається карнавал можна скуштувати традиційні фріттелле (вуличний десерт зі смаженого тіста з різними варіантами начинок).
Венеційський карнавал, традиція проведення якого має 900–річну історію, вважається найелегантнішим, найзагадковішим та найвишуканішим у світі.

## Історія

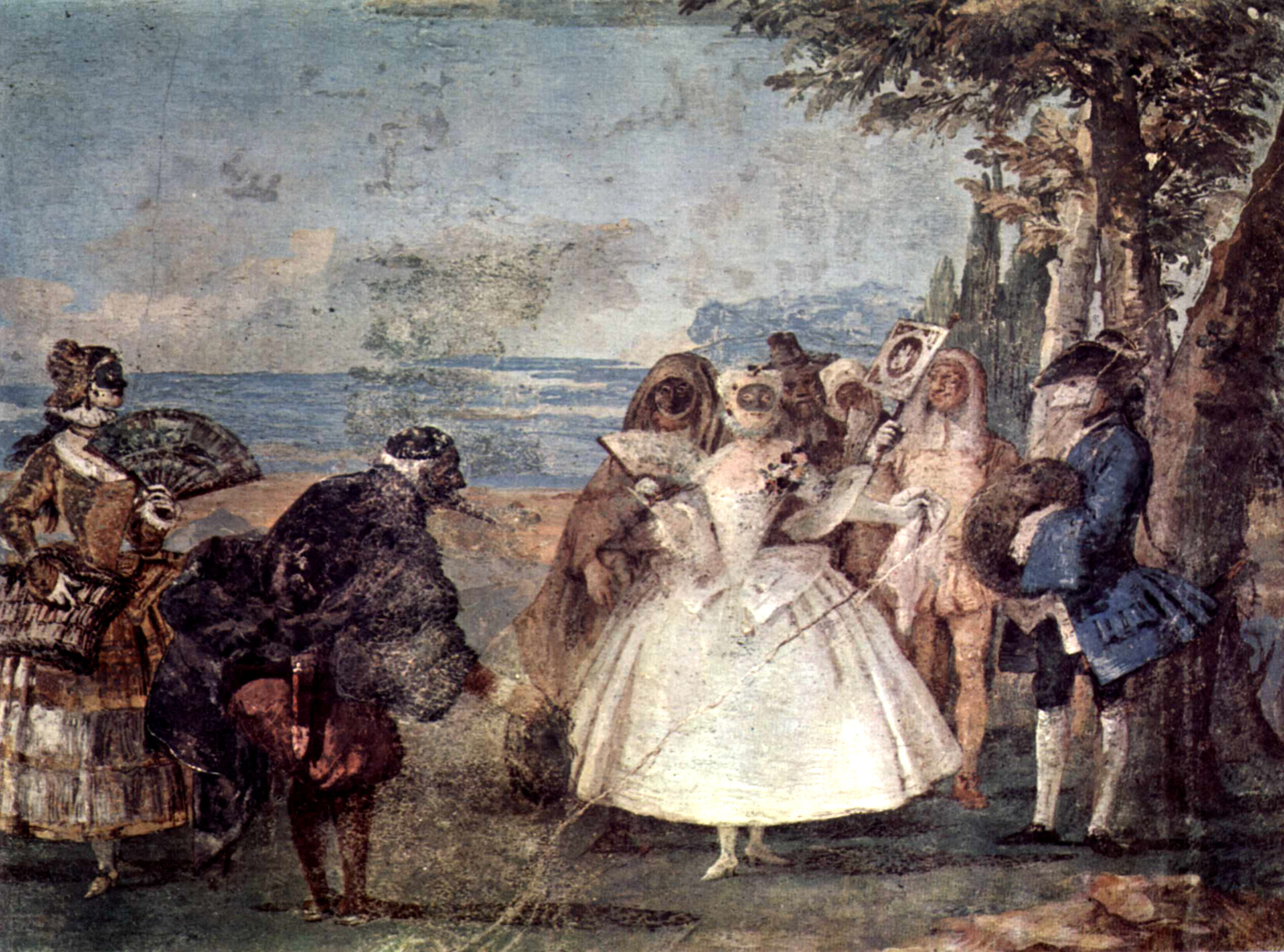
Карнавал, розпис Дж.Тьєполо, Villa Vallmarana, Віченца, 1757

Карнавал веде своє походження зі старожитних звичаїв — давньоримських язичницьких свят сатурналій, які справлялися на честь римського бога Сатурна після збирання врожаю, впродовж яких скасовувалися всі умовності і кожен веселився, на свій смак і розсуд. Ці свята супроводжувалися масовими гуляннями. Саме звідси походять також карнавальні маски — під час сатурналій рабам дозволялося сидіти за одним столом зі своїми хазяїнами, а з метою ганебного«зняття» станової нерівності задля загальних веселощів усі учасники святкування приховували свої обличчя за масками. 
Ототожнення карнавалу з проводами зими, як і сама́, власне, назва свята, пов'язані з Католицькою Церквою, яка прагнучи долучити дохристиянські традиції до нової віри, використала давнє свято для підготовки християн до найдовшого в році посту — Великого Посту перед Великоднем. А назва з італійської буквально означає «прощавай, м'ясо» (carne vale) або карнавал. 
Вважається, що саме з Венеції карнавал поширився в інших містах Італії та Європи, а тоді вже і у світі в цілому. Перша ж документальна згадка про Венеційський карнавал датується 1094 роком. 1296 року Сенат Венеційської республіки офіційно встановив останній переддень великого посту святковим днем.
Аж до кінця XVIII століття Венеційський карнавал лишався головною подією в культурному житті міста, хоча з індустріалізацією у XIX столітті цікавість до нього занепала. Втім, саме в цей час Венеційський карнавал стає широко відомим у світі, він мав і має за сучасності значний вплив на світову культуру і мистецтво — від театра та образотворчого мистецтва і до літератури та кіно. 
У ХХ столітті, не в останню чергу завдяки комерціалізації та залученню міжнародного туризму, венеційський карнавал переживає свою «другу молодість», ставши однією з основних туристичних принад міста і навіть країни.

## Атрибути і традиції карнавалу
Венеційський карнавал в умовах Середньовіччя був невеликою в часі перервою від релігійних, а нерідко і моральних обмежень і норм. У час святкового шалу ніщо не здавалось занадто сміливим, кричущим або й ганебним. 
Для участі у Венеційському карнавалі єдиною обов'язковою умовою було бути в масці. Венеційські маски вирізняються неабиякою вишуканістю, таємниці і художня майстерність виготовлення яких коріняться, як у народній, так і професійній традиціях. У добу пізнього Середньовіччя у Венеції носіння карнавальних масок набуло такої популярності, що їх почали надягати і в будні, чим нерідко користувалися різного штибу злодії. Саме це спонукало Церкву заборонити носіння карнавальних масок не в святкові дні. А в 1608 році в місті навіть видали декрет, за яким чоловіки за носіння в повсякденному житті масок каралися двома роками тюремного ув'язнення і стягненням солідного штрафу, а жінок за це ж правопорушення привселюдно сікли різками. Маска і карнавальний костюм, в першу чергу, персонажів італійської комедії дель арте (Арлекіно, П'єро, Панталоне, Коломбіна тощо) є основними атрибутами дійства. 
Венеційські маски робилися зі шкіри, тканини або за допомогою оригінальної техніки пап'є-маше. Спочатку маски, очевидно, були простішими, ніж тепер, щодо дизайну та декору, і крім симовлічного, нерідко мали і практичне призначення. У теперішній час маски, які продовжують виготовляти вручну, часто дуже багато декоровані, оздоблені сріблом або золотом, біжутерією, стразами, пір'ям тощо, відтак вони є доволі коштовними. 

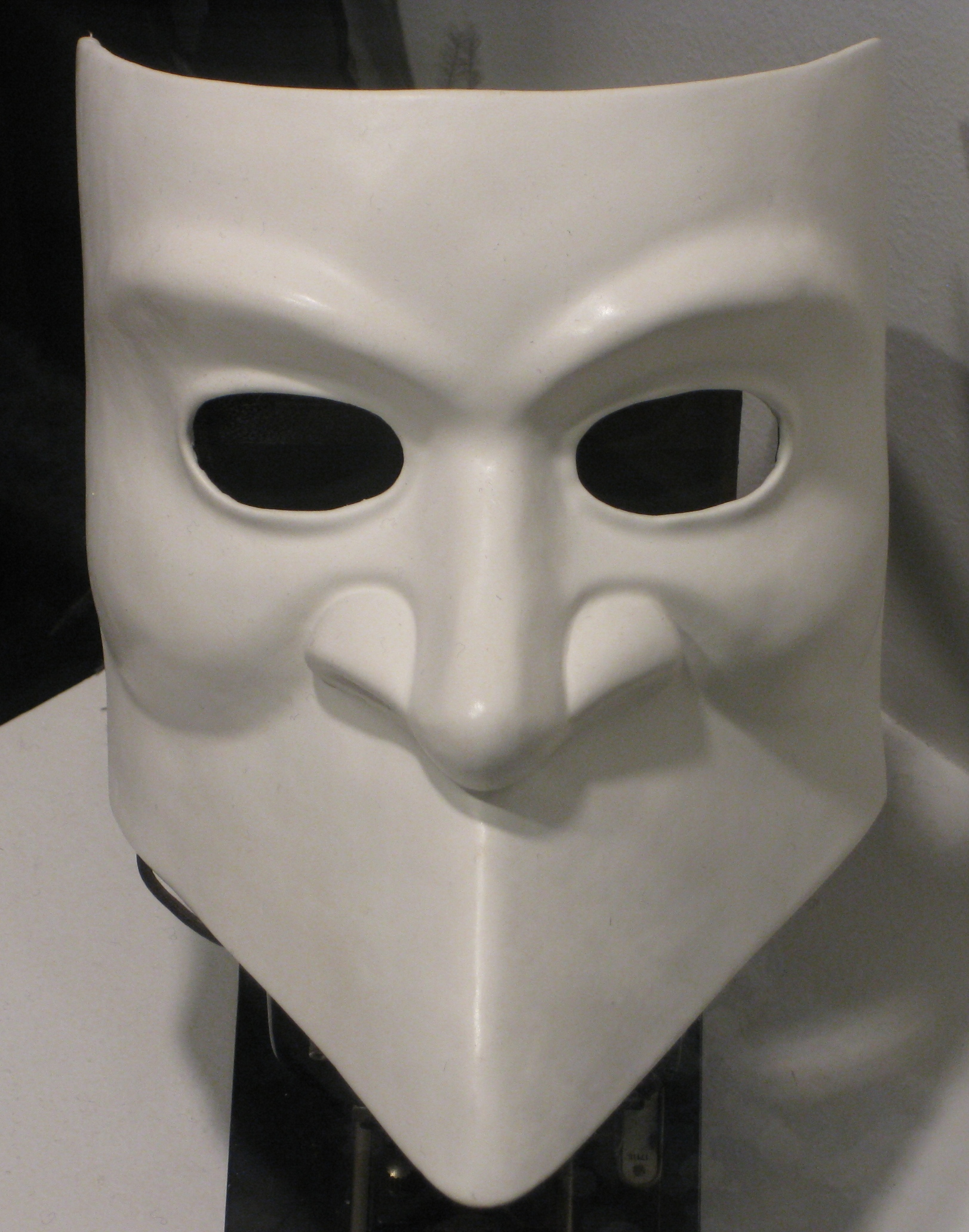
Венеційська баута

Основні види венеційських карнавальних масок:
- Бау́та (італ. Baùta) — маска, зазвичай білого кольору, що покривала все обличчя з чітко випнутим виступом для носа і надбровних дуг, вирізами для очей, але «без рота»[2]. Оскільки баути утруднювали споживання їжі і поцілунки, подеколи їх виготовляли лише до рівня рота.
- Морре́та (італ. Moretta) — маска овальної форми, що покривала все обличчя, зазвичай з оксамиту, часто чорного кольору, нерідко з довершенням у формі пір'їни. Вважається, що маску вперше виготовили у Франції, але у Венеції вона швидко набула популярності. Маска була «жіночою», тобто її носили переважно жінки. Окрім свят її надягали, вирушаючи на таємні побачення.
- Ла́рва (італ. Larva) — типова і найпоширеніша венеційська овальна маска, зазвичай білого кольору, на все обличчя з невеликим отвором для рта, яку носили з трикутним капелюхом і плащем.

За традицією, венеційський карнавал відкривається давнім міським святом — Святом Марій, тобто дівчат (італ. Festa delle Marie), яке присвячене напівлегендарному врятуванню венеційських панянок з рук істрійських піратів. Першого ж дня відбувається знаменита театралізована маскарадна хода, що бере старт з площі святого Марка. 
У дні карнавалу Венеція стає суцільною театральною сценою, на якій усі є одночасно й акторами, і глядачами. Просто на вулицях актори дають вистави в стилі комедії дель-арте, акробати, жонглери та інші циркачі показують свою майстреність, увесь час повсюдно лунають постріли петард і хлопавок, на учасників сипляться справжні хмари конфетті. Увечері небо над містом спалахує від феєрверків. З вулиць свято переміщується в численні палаццо Венеції, де місцеві аристократи дають костюмовані бали, учасникі яких теж у масках. 
венеційському карнавалу від Середньовіччя були притаманні феєрична обстановка і піднесений, а нерідко і фрівольний найстрій, що здавна вабили гостей до Венеції в дні його проведення.

## Сучасність

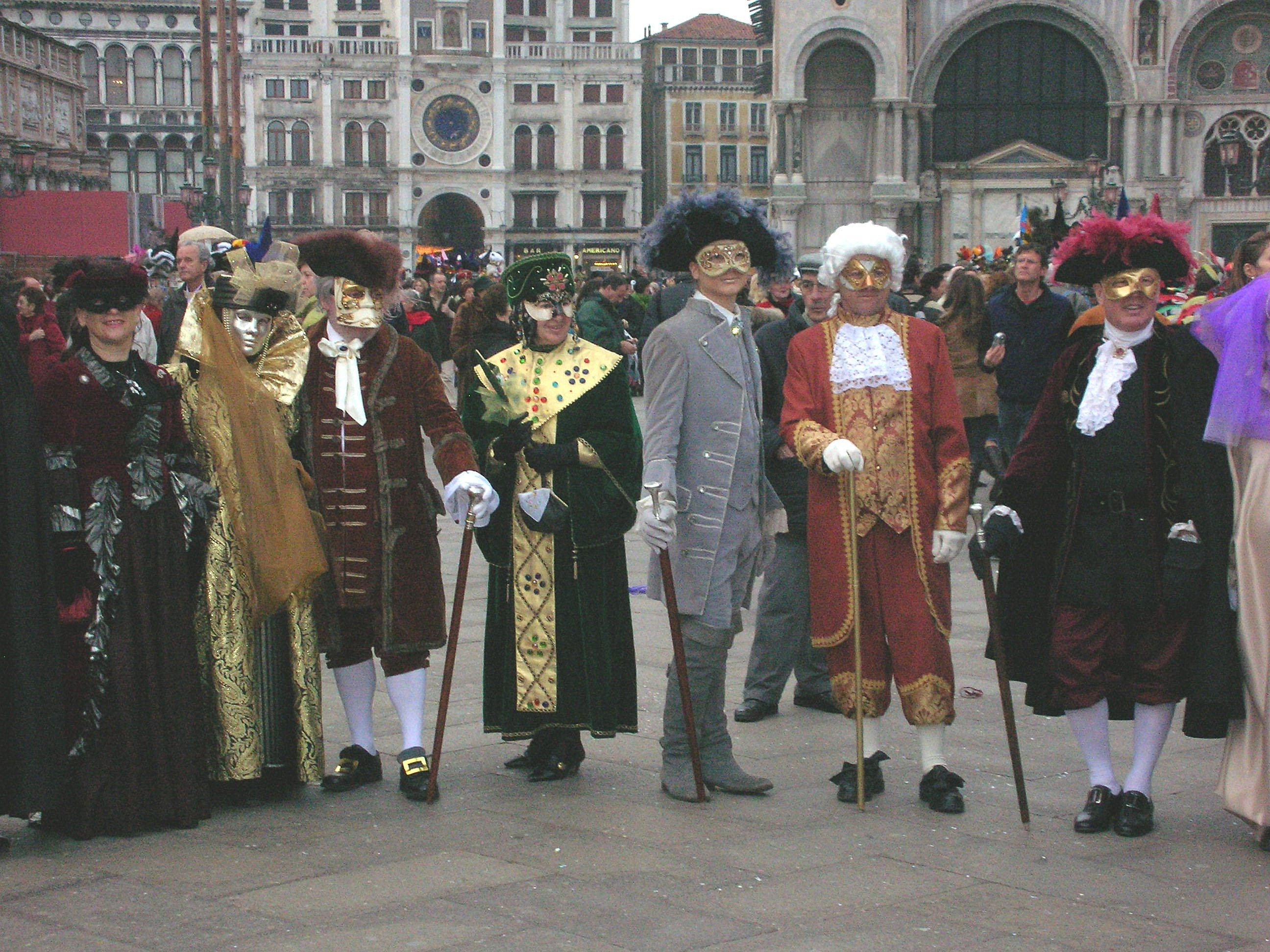
На Венеційському карнавалі, 18 лютого 2007 року

Починаючи від 1990-х років, навіть попри деякі обмеження з боку місцевої влади, до Венеції у дні святкування карнавалу прибувають понад мільйон туристів, левова частка яких із закордону. Зберігаючи в цілому традиції минувшини, а саме костюмовану ходу, народні гуляння, виступи аматорських і професійних колективів, концерти і вистави, як на театральній сцені, так і на міських площах і вулицях, а головне, неповторну атмосферу веселого і безтурботного свята, організатори карнавалу останнім часом привнесли низку нових традицій. Так, 1996 року венеційський карнавал отримав власний гімн, який спеціально написав відомий французький кутюрьє П'єр Карден. 
Однією із «звабинок» венеційського карнавалу став т.зв. «політ янгола» — з купола базиліки Святого Марка (заввишки 70 метрів) просто в юрбу на площі линвою спускається «янгол», насправді спеціально запрошений гість (наприклад, 2008 року ним був репер Куліо із США, а 2009 — Марґеріта Міссоні, онука відомого італійського дизайнера моди Оттавіо Міссоні). Політ янгола — своєрідна данина шани стародавнім венеційським акробатам, які в минулому виконували свої трюки нерідко з ризиком для життя. Взагалі прижилася практика запрошувати відомих гостей (митців, письменників, шоуменів) на венеційський карнавал, в т.ч. і для постановки окремих проектів, організації майстер-класів, виставок тощо. Почесним гостем карнавалу в 2009 році став лауреат Нобелівської премії з літератури Даріо Фо, який представив 20 тисячам глядачів на площі святого Марка свою знамениту виставу «Містерія-буф» — замальовки сцен з історії та культурного життя Венеції впродовж віків.
Новим напрямком під час проведення Венеційського карнавалу є обрання провідної теми свята, що нерідко носить соціальний або загальнолюдський контекст. Так у рамках карнавалу в 2009 році, центральною темою якого було обрано «Шість відчуттів на шести стежинах» (до 5 традиційних, зір, слух, смак, нюх та дотик, організатори додали ще й розум), проводилось тематичне дійство «Діалог у темряві», головними героями якого стали незрячі люди, що виступили в ролі поводирів для зрячих.
Карнавал 2020-го року було скасовано через спалах коронавірусу, на 23 лютого у Венеції було зафіксовано 2 випадки захворювання.

## Світлини

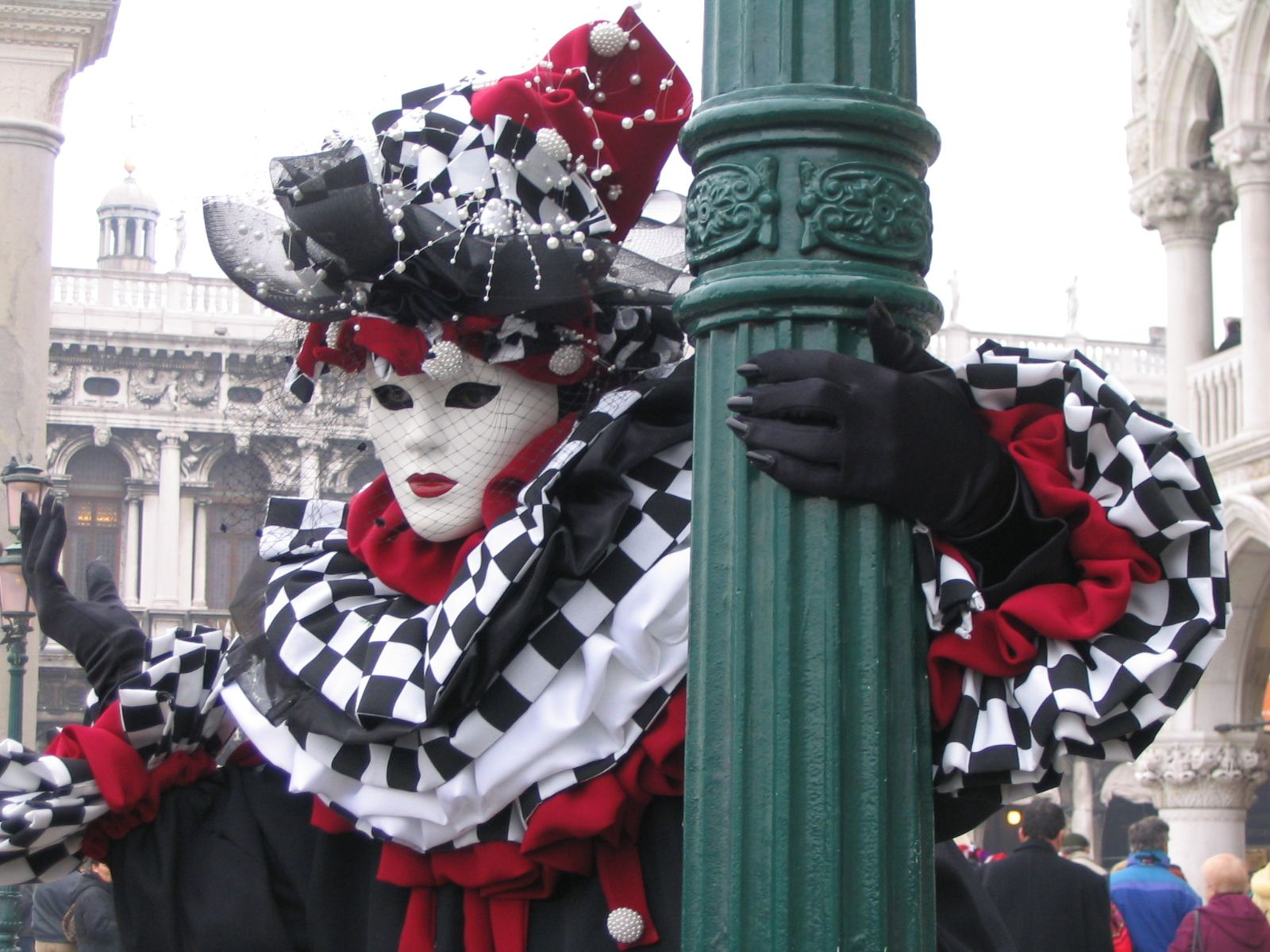
Світлина з карнавалу
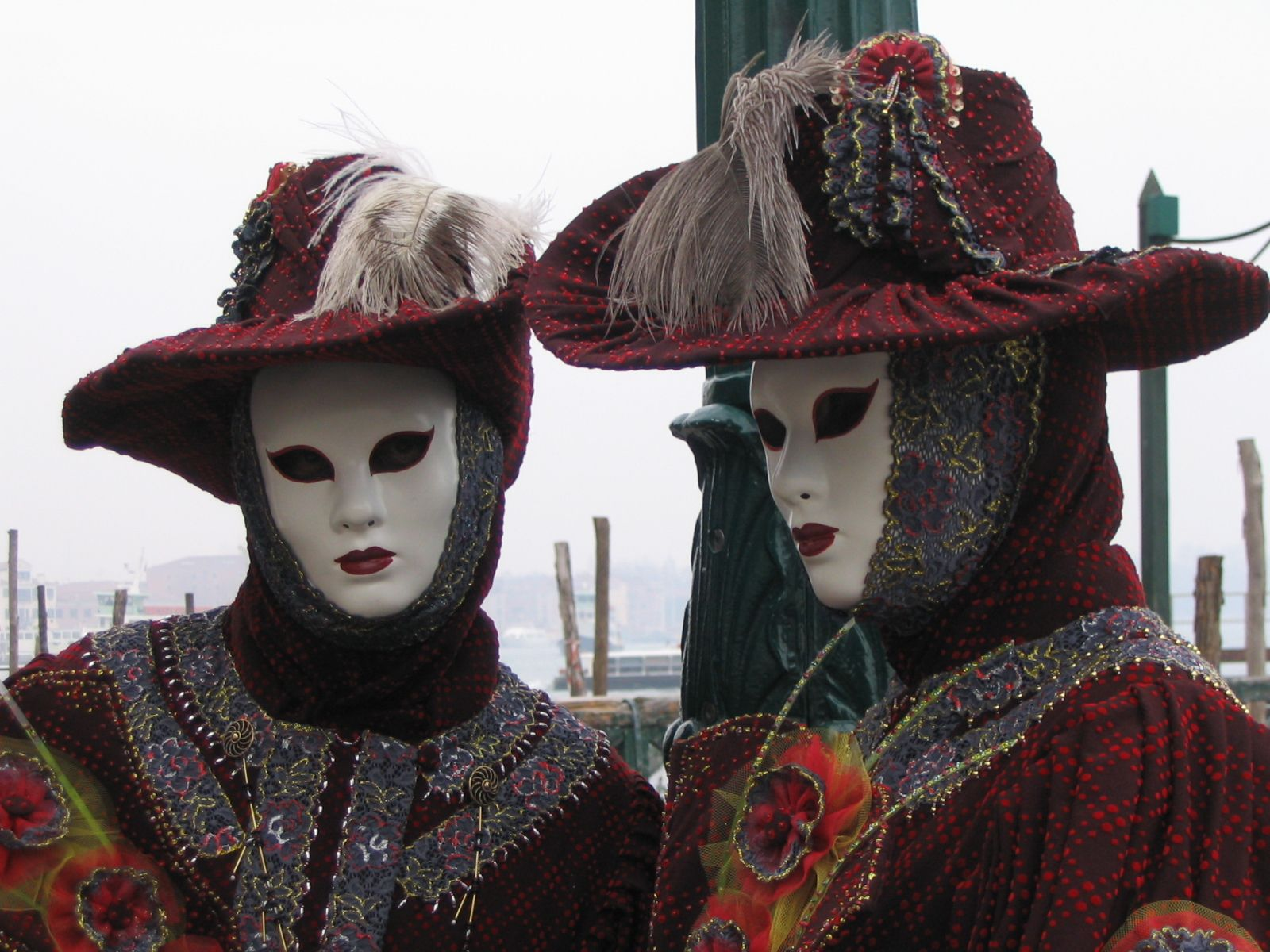
Світлина з карнавалу
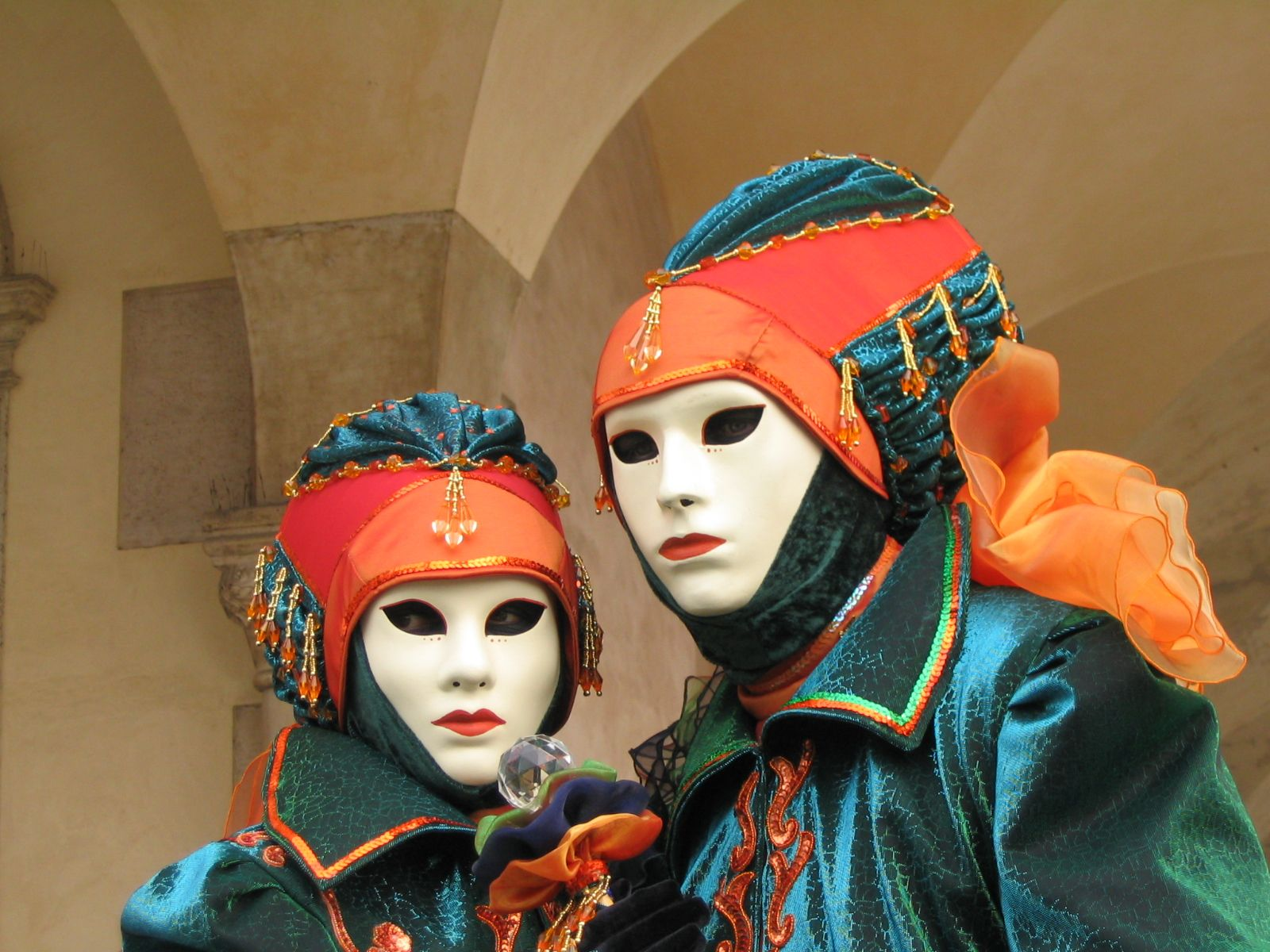
Світлина з карнавалу
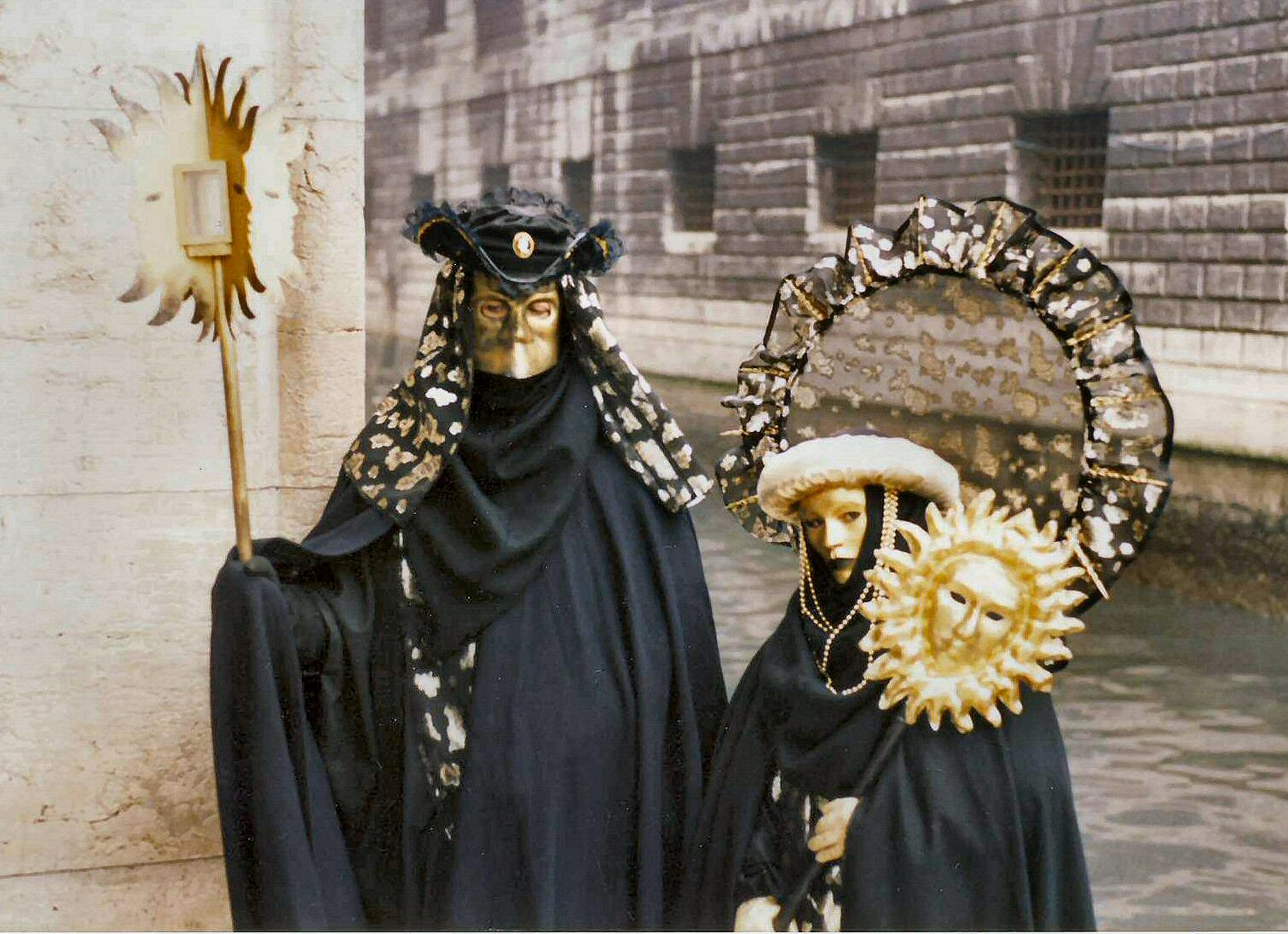
Світлина з карнавалу
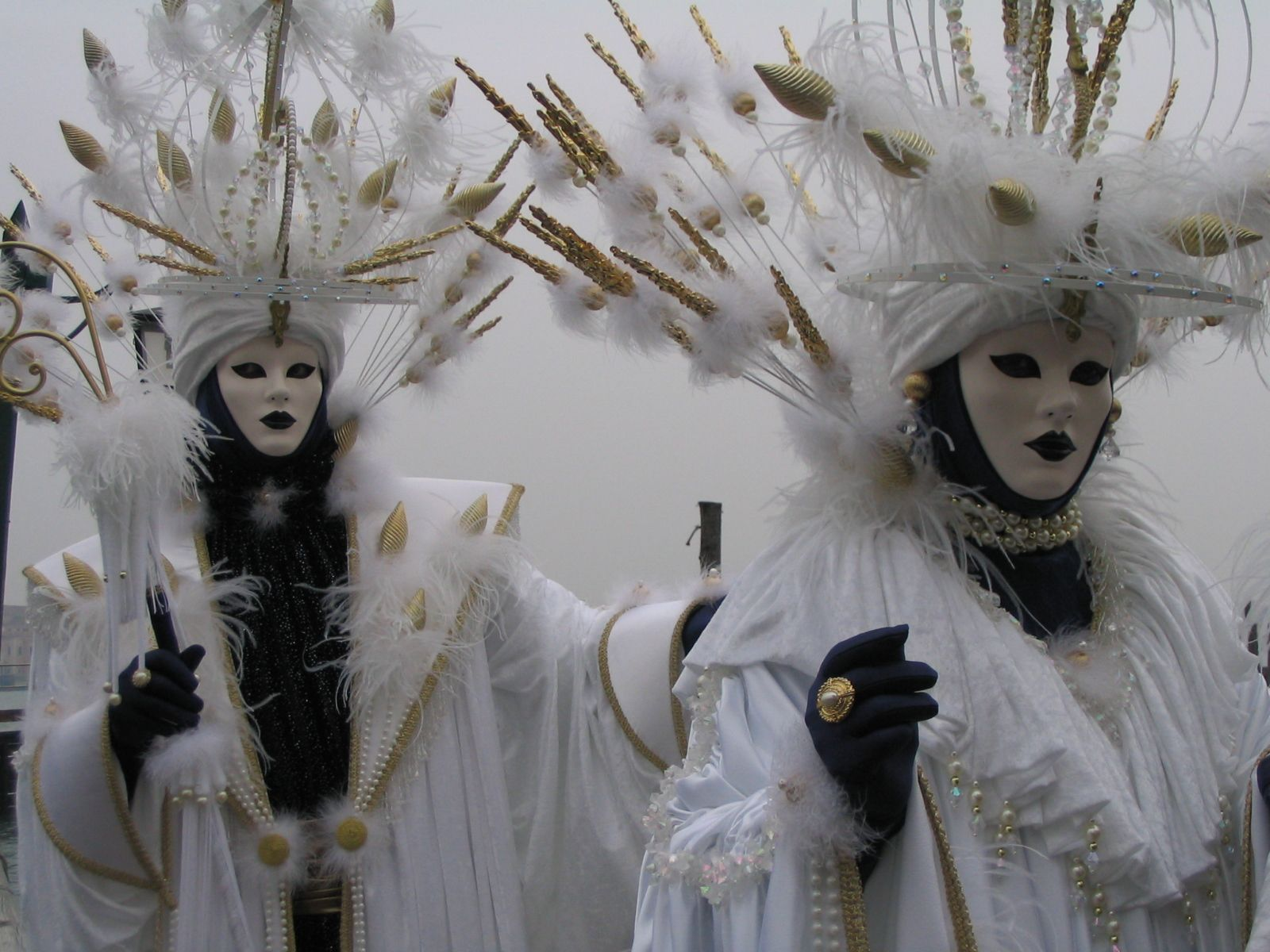
Світлина з карнавалу
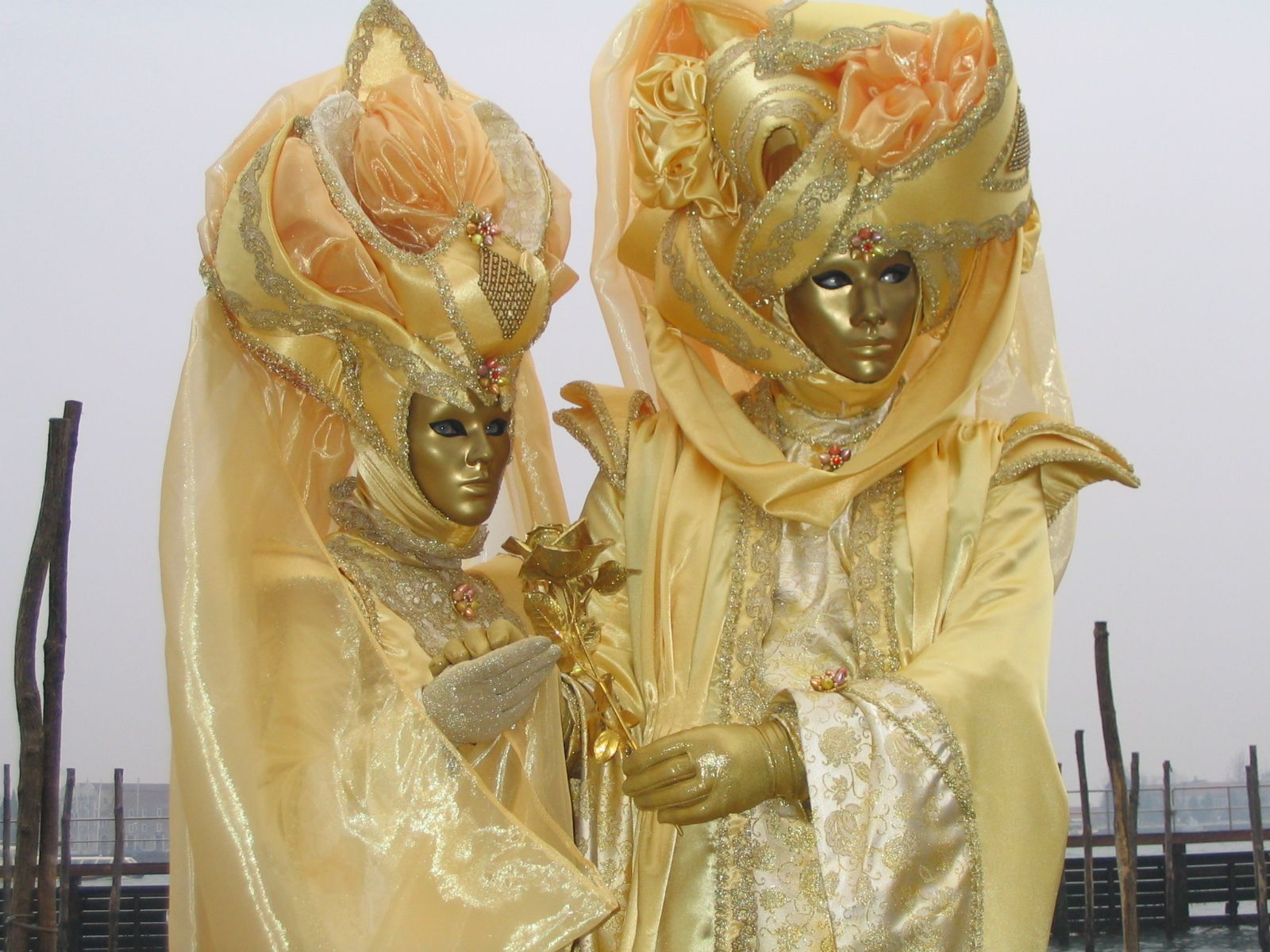
Світлина з карнавалу
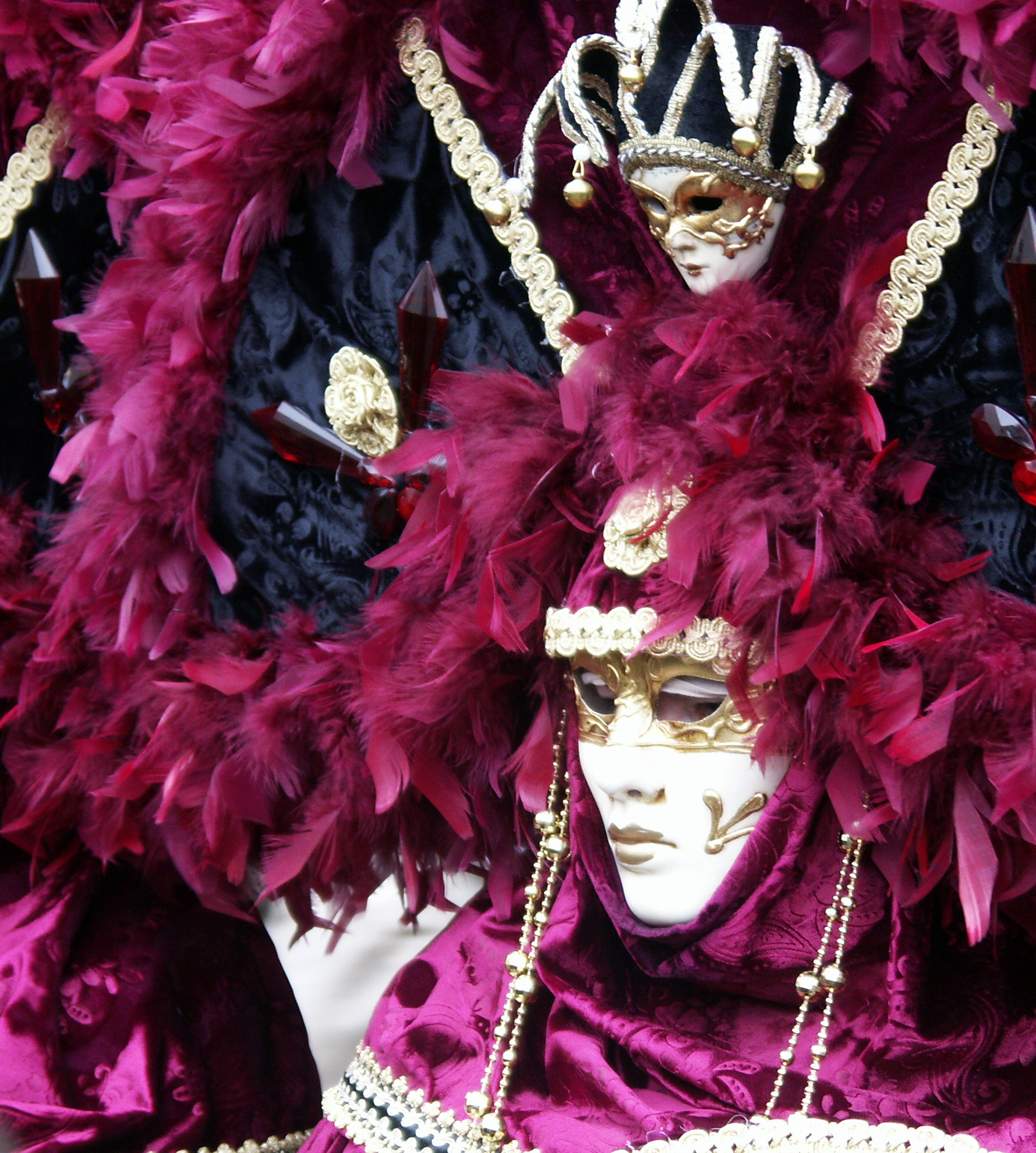
Світлина з карнавалу
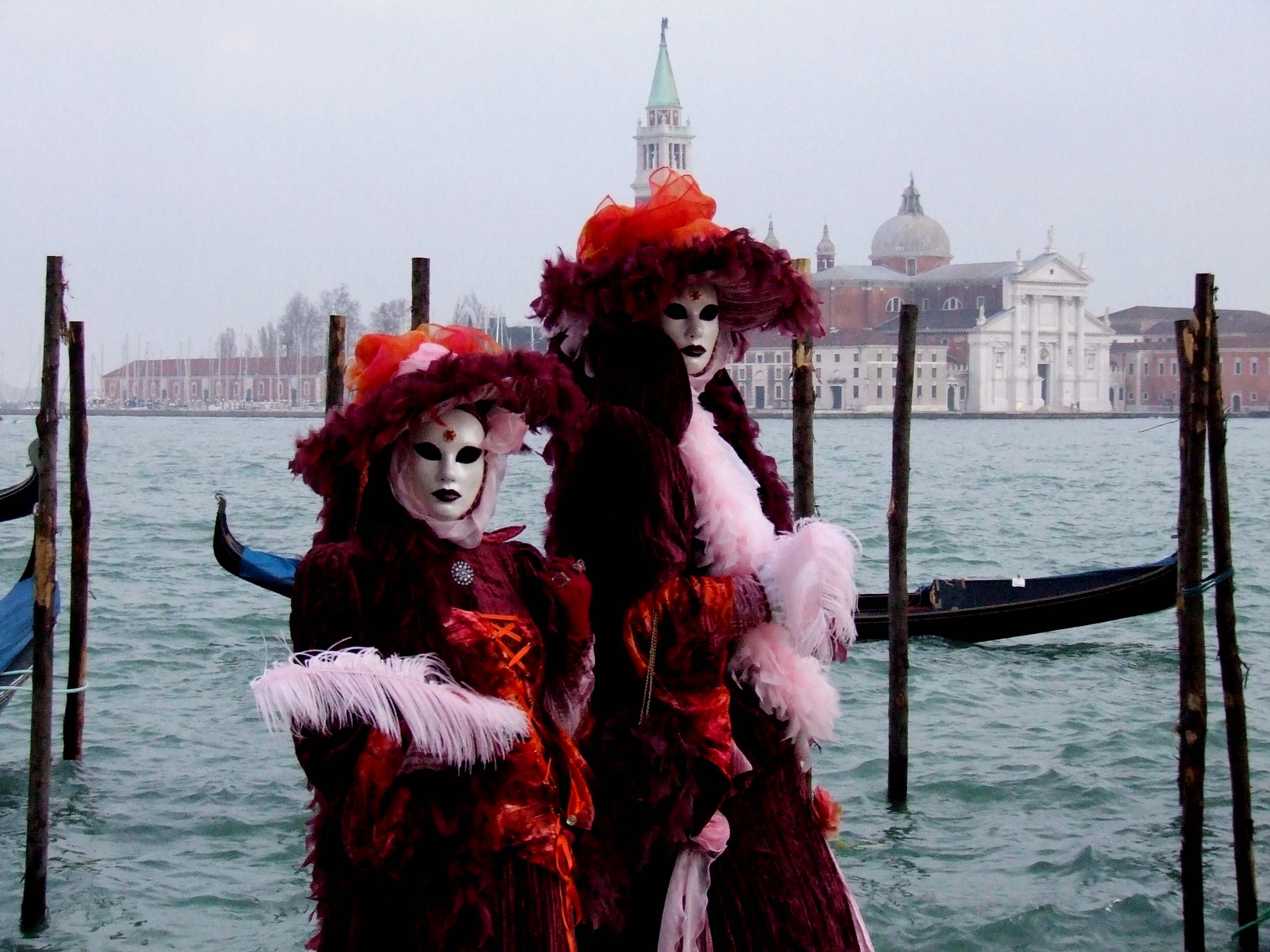
Світлина з карнавалу
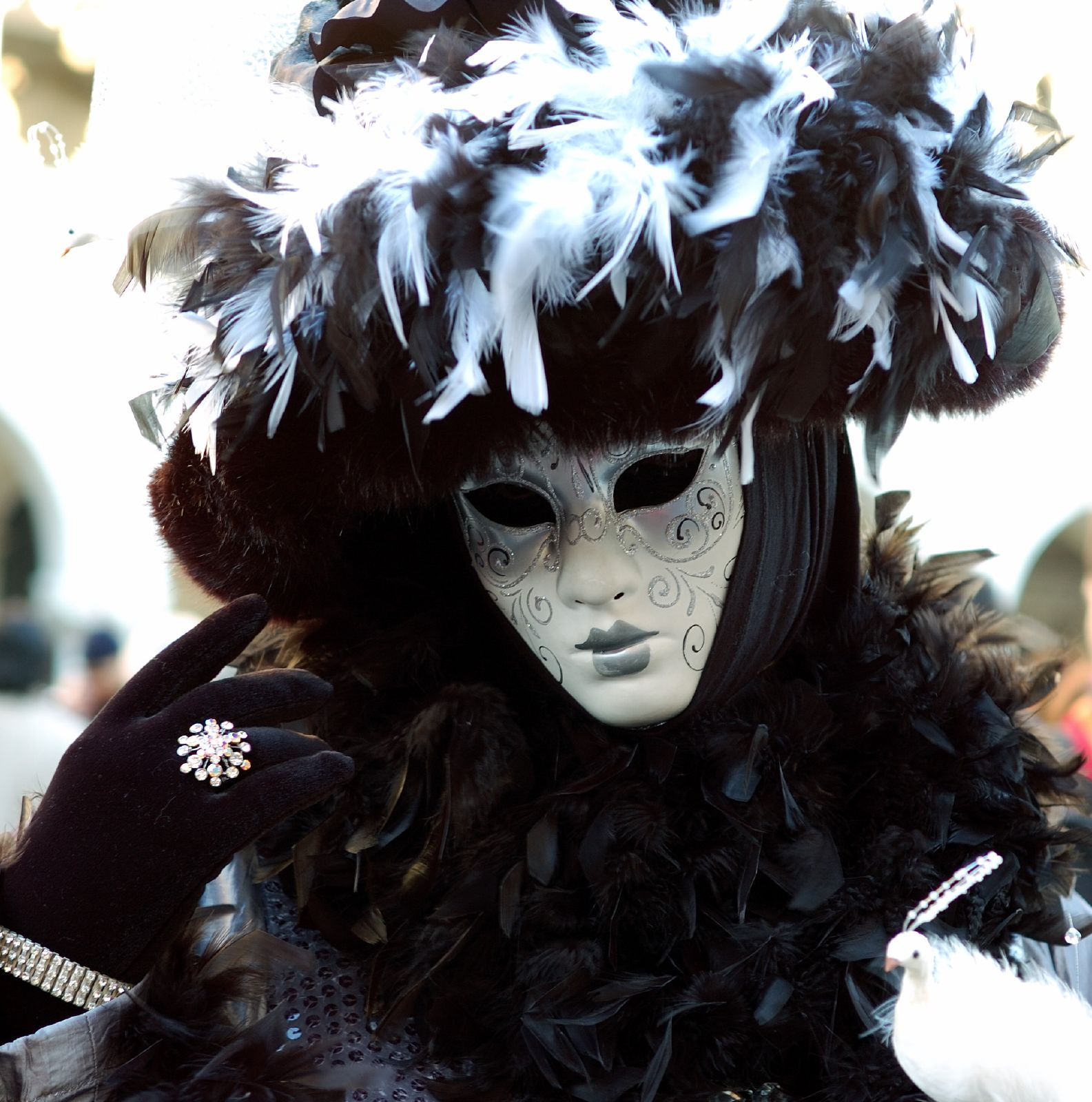
Світлина з карнавалу
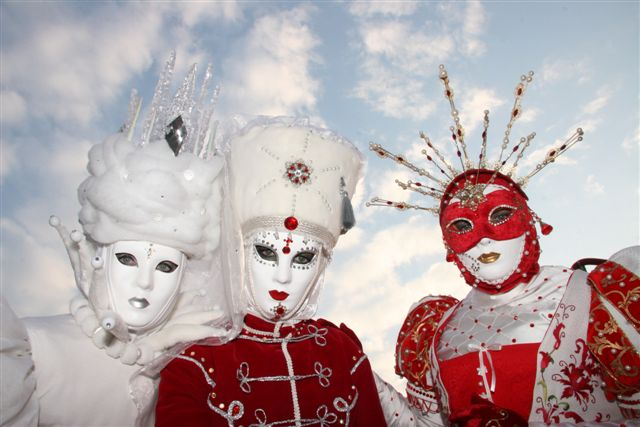
Світлина з карнавалу
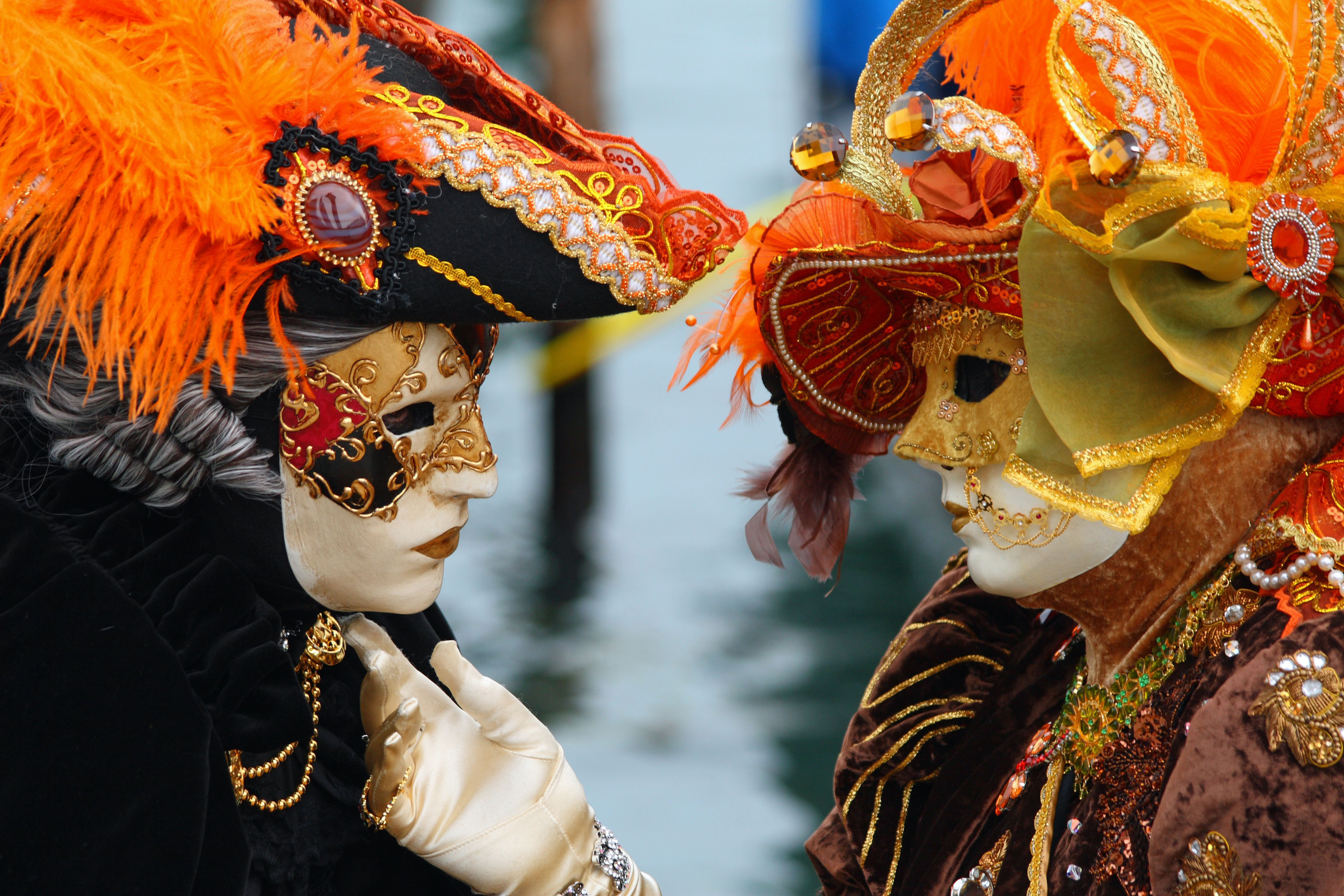
Світлина з карнавалу
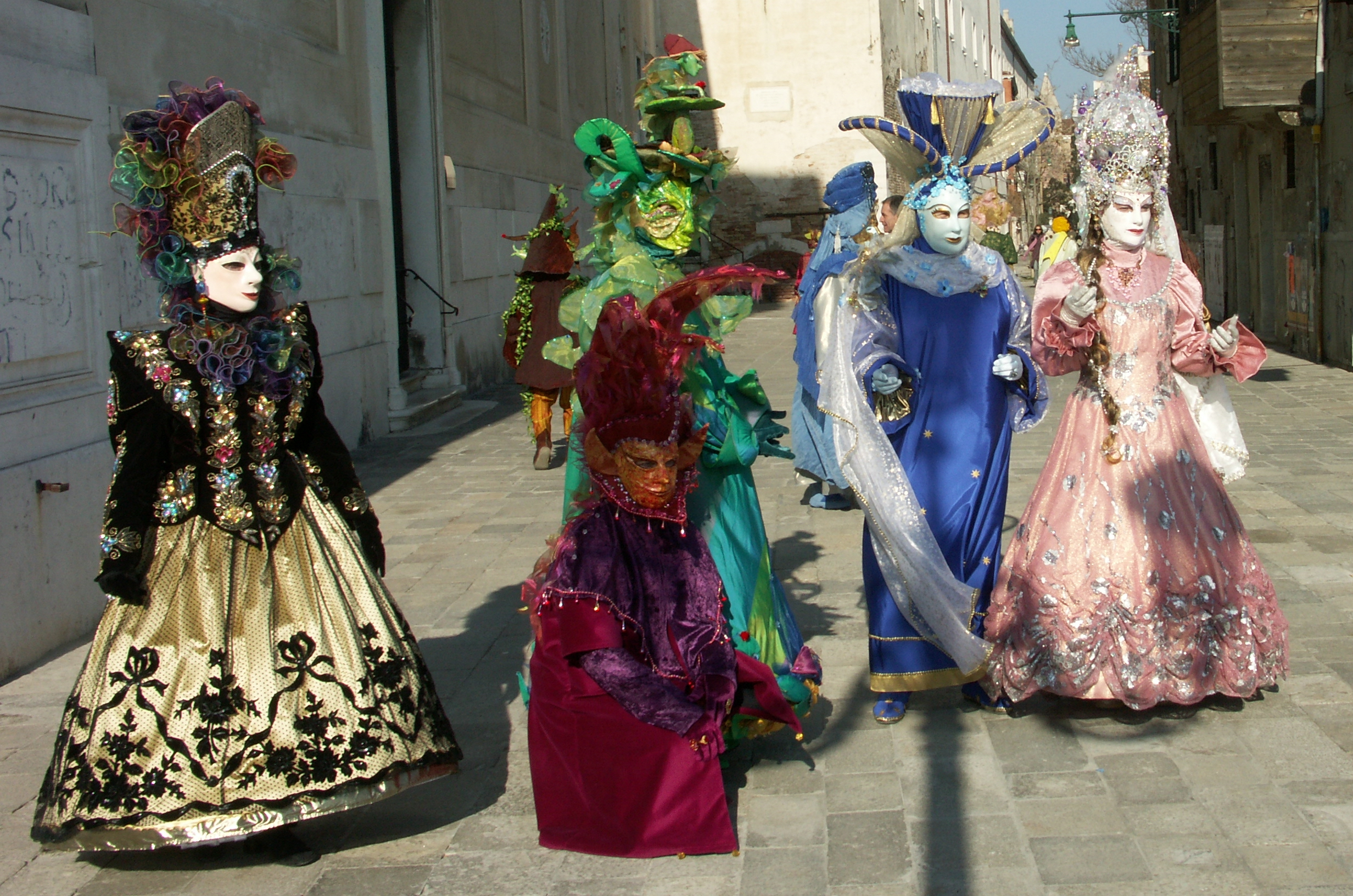
Світлина з карнавалу
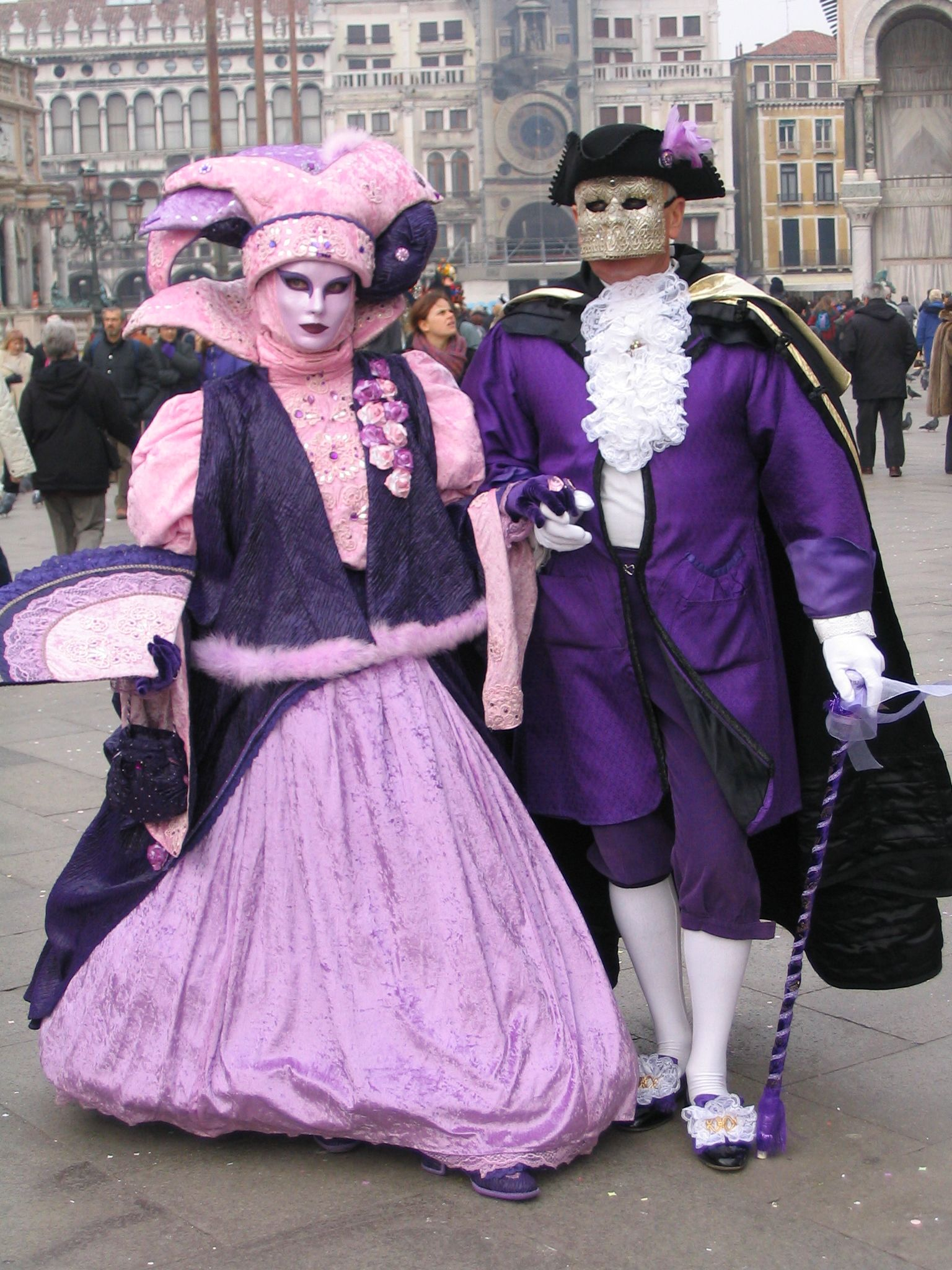
Світлина з карнавалу
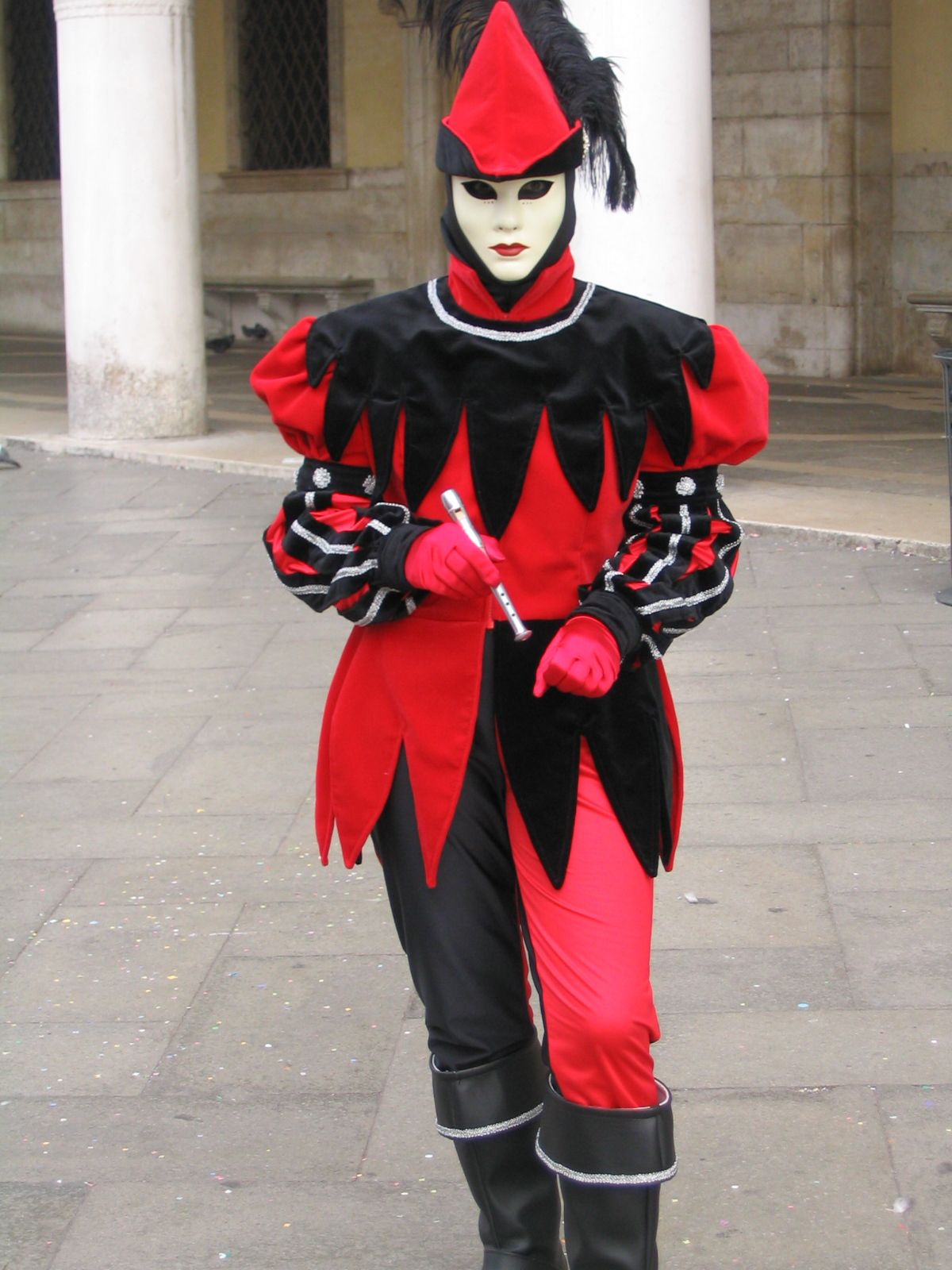
Світлина з карнавалу
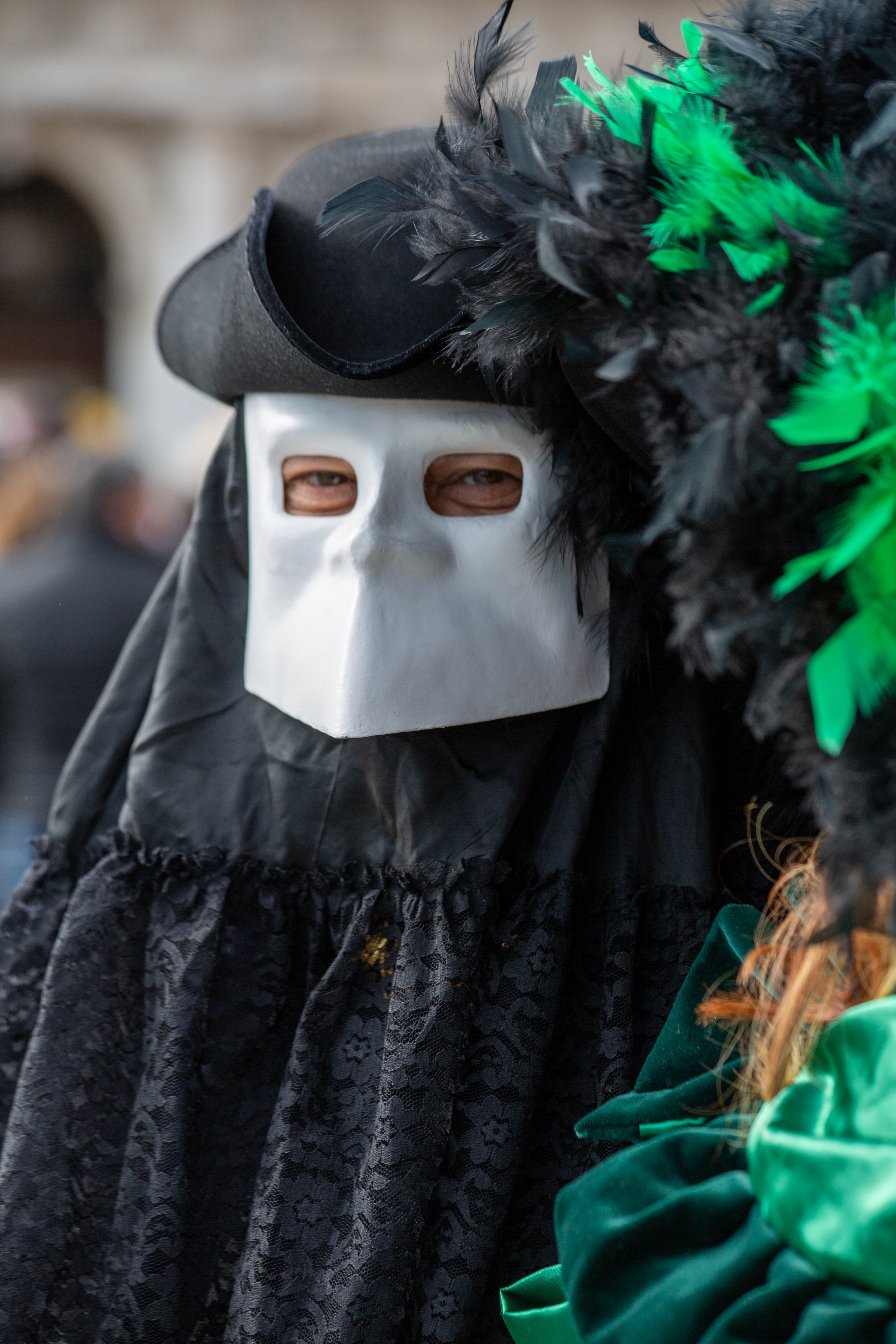
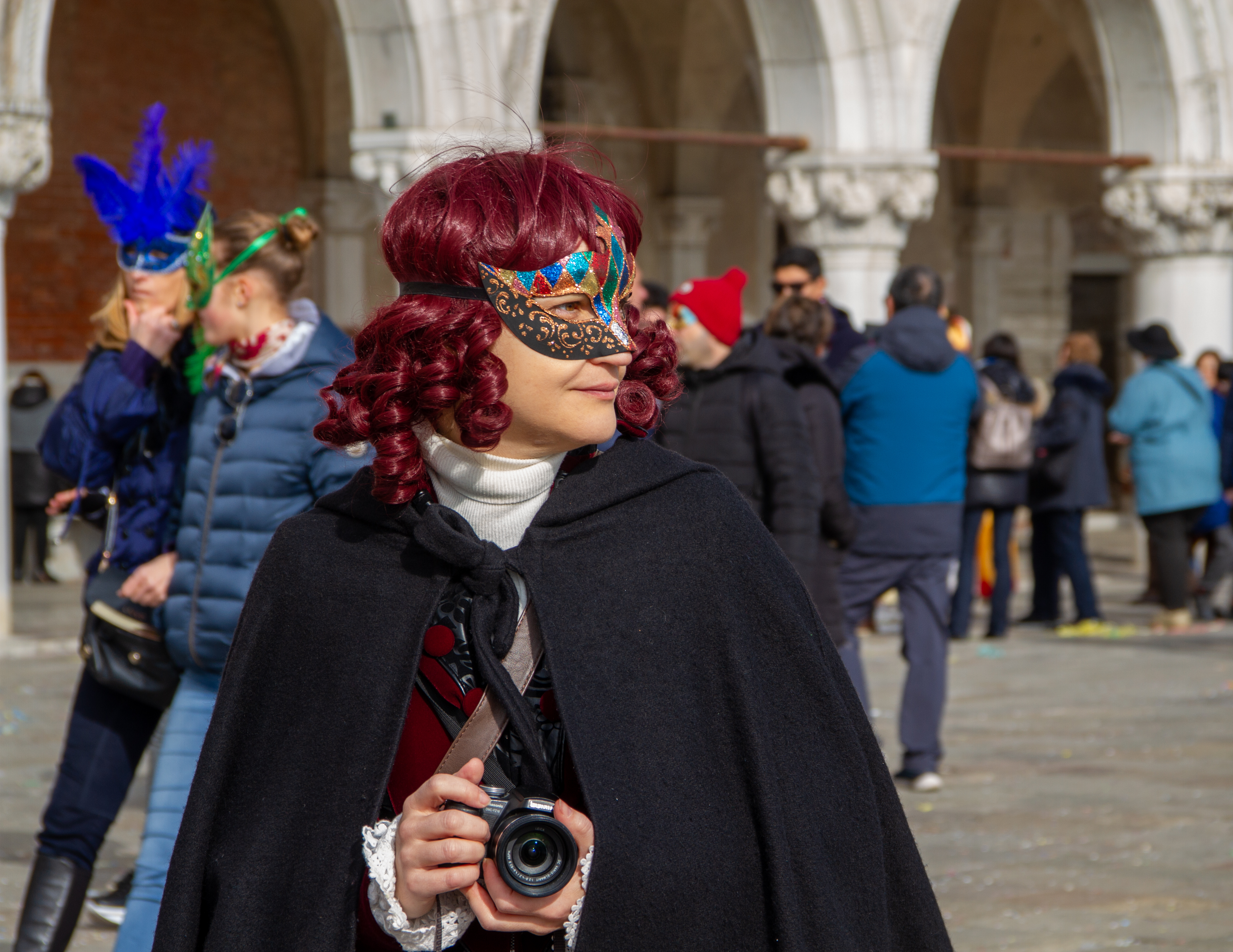
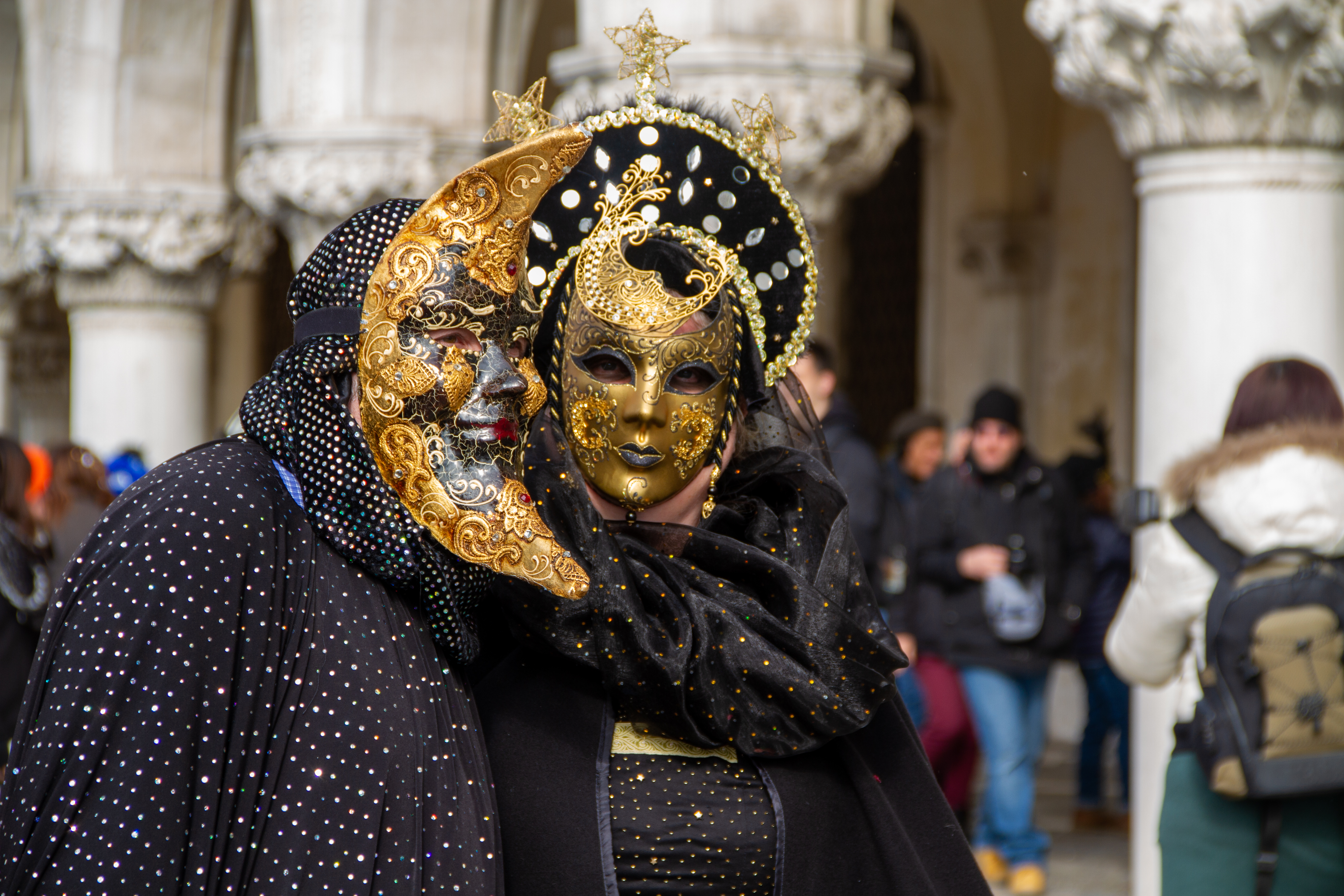
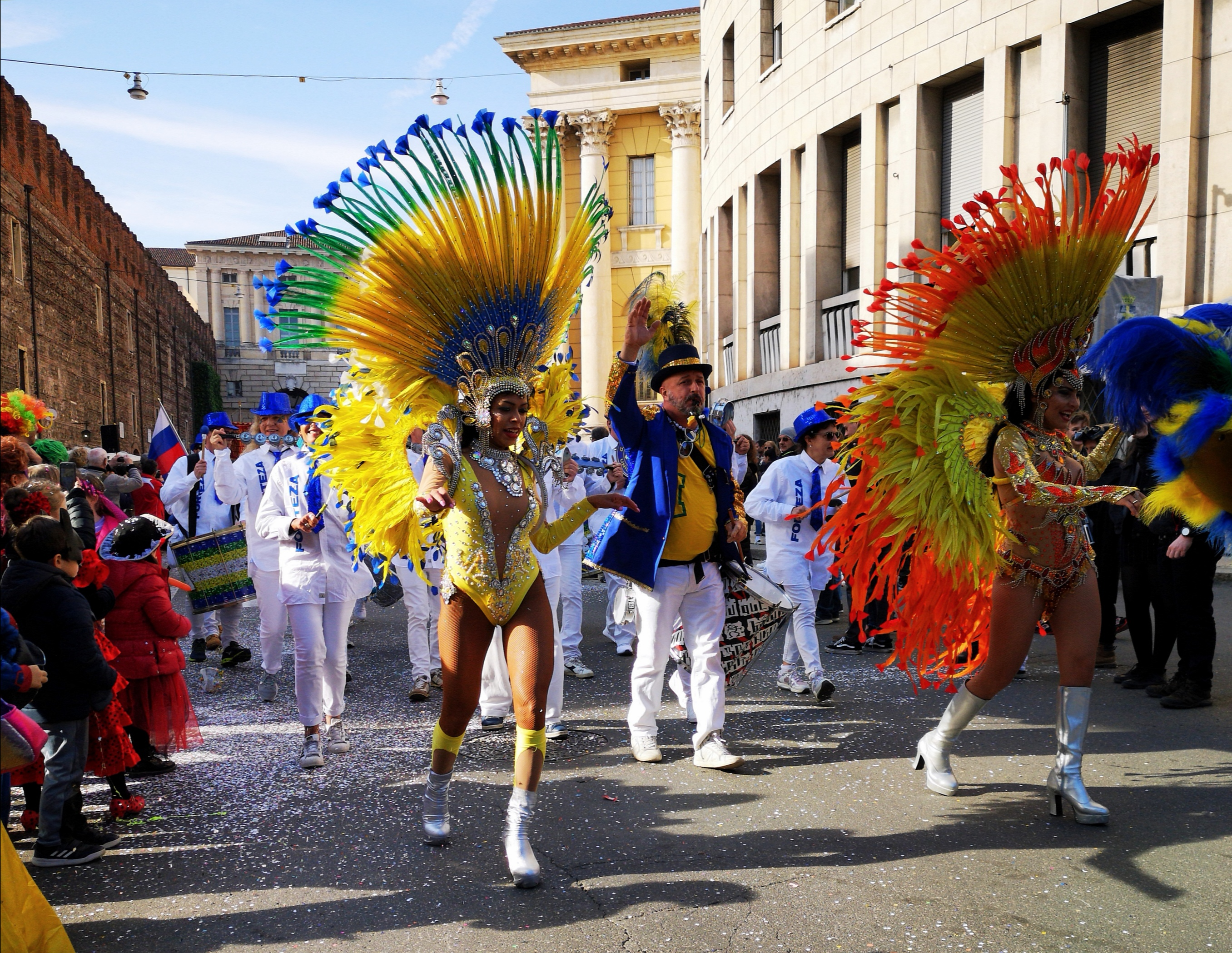
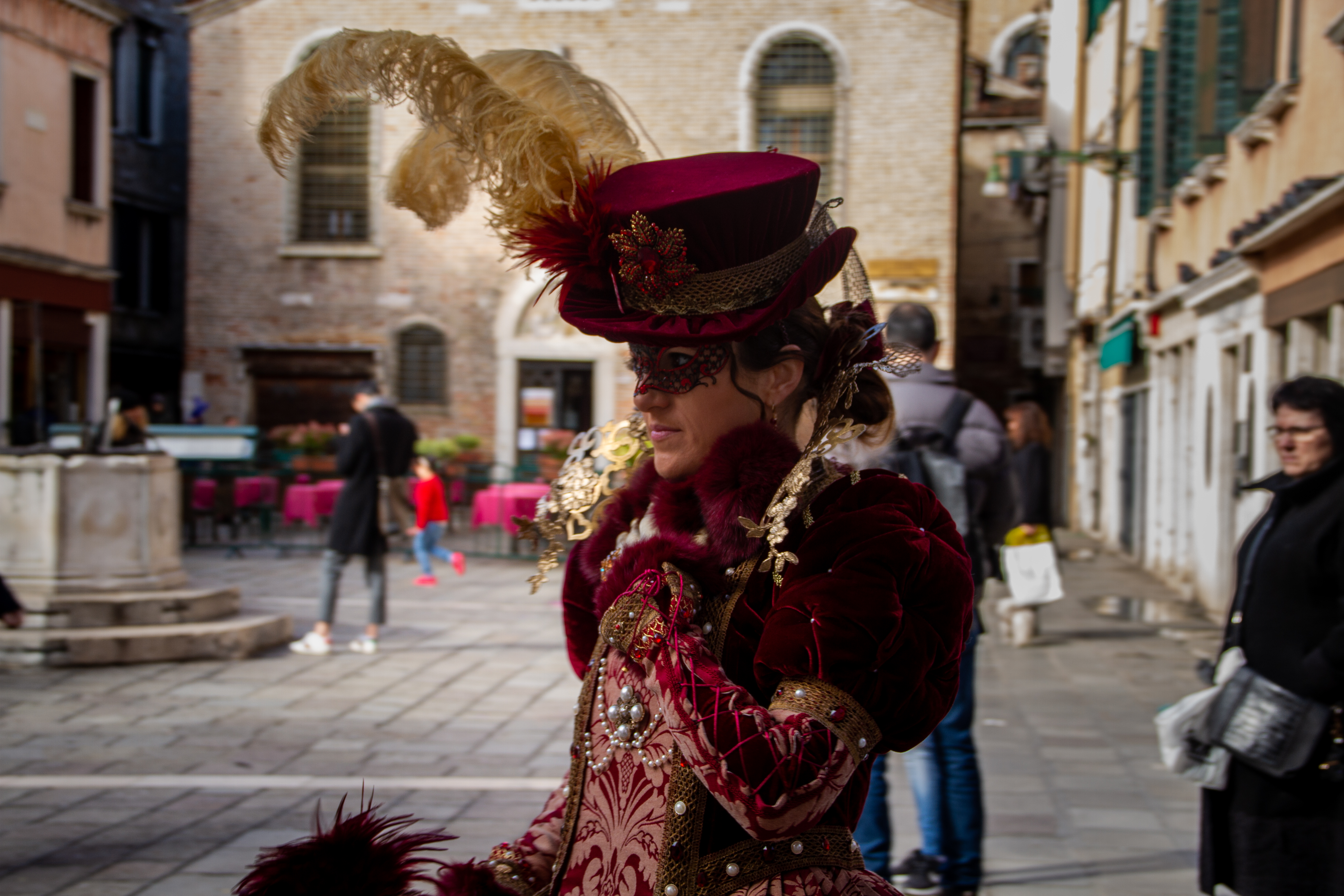
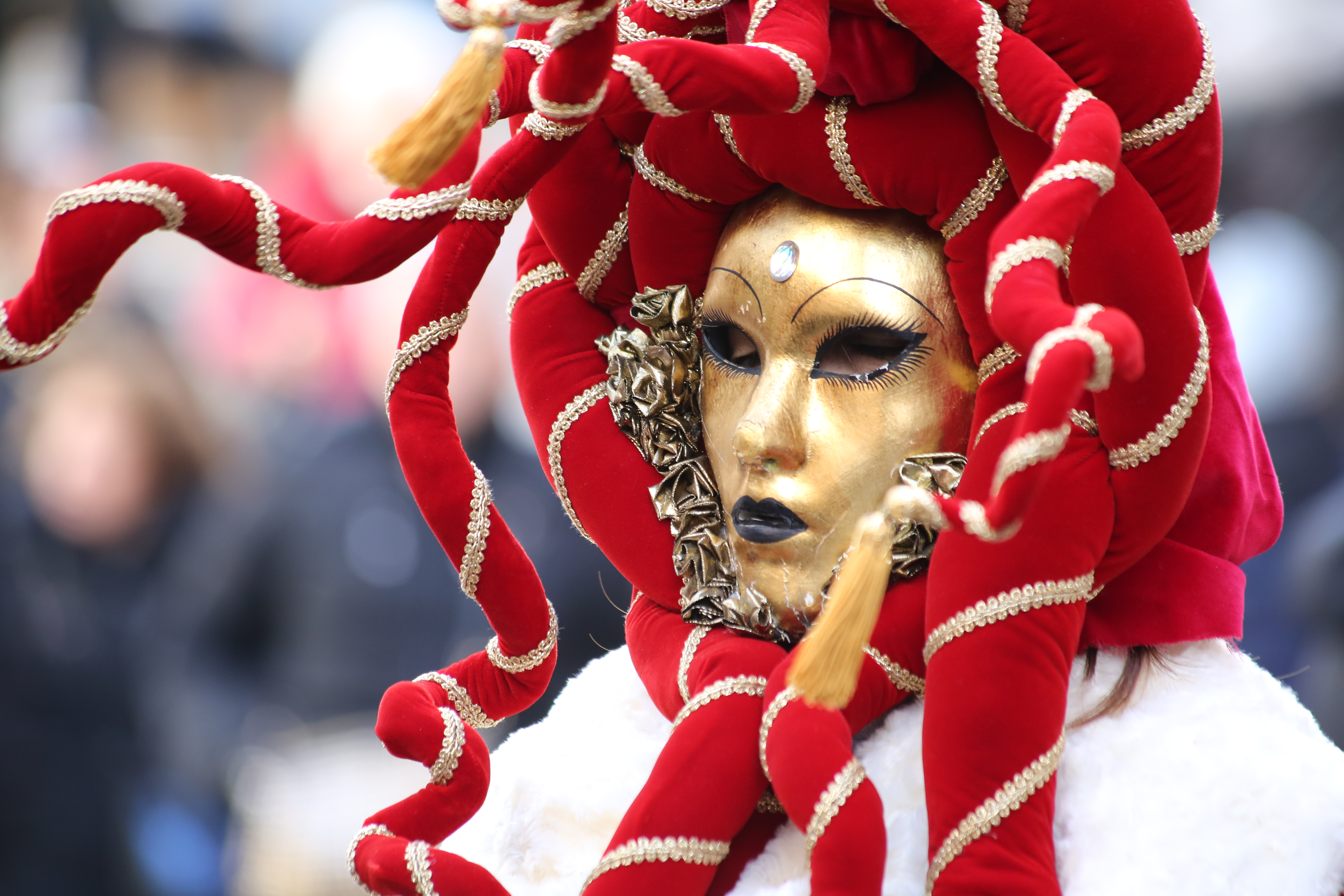